# La Marche (album)
Pour les articles homonymes, voir La Marche (homonymie).
Albums de Mano Solo
Dehors
(2000) Les Animals
(2004)
La Marche (Album Live) est un album de Mano Solo enregistré durant la tournée qu'il réalisa en 2001 et paru en 2002.

## Liste des chansons
| No  | Titre              | Durée |
| --- | ------------------ | ----- |
| 1.  | Des pays           | 5:54  |
| 2.  | Je taille ma route | 3:24  |
| 3.  | Allo Paris         | 3:59  |
| 4.  | Allez viens        | 3:26  |
| 5.  | Une petite seconde | 3:54  |
| 6.  | El mungo           | 3:59  |
| 7.  | Y'a maldonne       | 4:17  |
| 8.  | Soif de la vie     | 3:40  |
| 9.  | Une Image          | 4:28  |
| 10. | Paris boulevard    | 3:19  |
| 11. | Julie              | 5:58  |
| 12. | Canal du Midi      | 3:19  |
| 13. | Périph'            | 2:54  |
| 14. | Les Enfants rouges | 4:10  |
| 15. | Sha la la          | 7:17  |